# كات رامبو
كات رامبو (بالإنجليزية: Cat Rambo)‏ (14 نوفمبر 1963، بريان في الولايات المتحدة)؛ كاتِبة وروائية أمريكية.